# La Doua
La Doua è un campus universitario situato sull'antico accampamento militare nel comune di Villeurbanne, al nord dell'aglomerazione lionese. È circondato sul versante ovest dal Parco della Tête d'Or e da un tennis club, al nord dal Rodano e dal Parco della Feyssine, a sud dal centro della città.
Costituisce il più grande centro universitario lionese, raggruppando l'Università Claude-Bernard di Lione, tre scuole di ingegneria, l'INSA de Lyon, il Polytech Lyon e il CPE Lyon, e la Scuola nazionale superiore di scienze dell'informazione e delle biblioteche e differenti IUT.
Il campus è uno dei principali centri di ricerca di Lione con più di 1 600 ricercatori che lavorano nei domini della matematica, della fisica, della chimica, della biologia e dell'informatica.